# František Berchtold z Uherčic
František Berchtold z Uherčic (24. června 1730, Trnava – 14. srpna 1793, Žiar nad Hronom) byl první diecézní římskokatolický biskup banskobystrické diecéze. Pocházel z českého šlechtického rodu Berchtoldů z Uherčic. Byl autorem duchovní literatury, z které hodně zůstalo v rukopise.

## Životopis
Narodil se v Trnavě jako syn hraběte Jana Antonína Berchtolda z Uherčic a jeho manželky Žofie Alžběty Eyerlové ze Eyerlsbergu.
Gymnázium absolvoval v Trnavě, filosofii studoval ve Vídni a teologii v letech 1749–1752 na německo-uherském kolegiu v Římě. Na kněze byl vysvěcen 29. června 1753.
Působil na více místech v Horních Uhrách, byl proboštem kapituly sv. Martina v Bratislavě. Dne 13. března 1776 byl jmenován do funkce prvního banskobystrického biskupa a 13. října 1776 byl vysvěcen ostřihomským arcibiskupem Josefem Batthyánym v bratislavské katedrále sv. Martina.
V Banské Bystrici nechal postavit biskupskou rezidenci. Po požáru, který dne 5. května 1783 zničil velkou část města, a po vyhoření rezidence mu královna Marie Terezie darovala zámek ve Svatém Kříži (dnes Žiar nad Hronom), který se stal novým sídlem banskobystrických biskupů, a to až do roku 1941.
Biskup František hrabě Berchtold z Uherčic zemřel 14. srpna 1793 ve Žiaru nad Hronom, kde je také pohřben.